# دانیل گومز (بازیکن فوتبال، زاده ۱۹۷۹)
دانیل گومز (انگلیسی: Daniel Gomez؛ زادهٔ ۱۶ مارس ۱۹۷۹) بازیکن فوتبال اهل فرانسه است.
از باشگاه‌هایی که در آن بازی کرده‌است می‌توان به باشگاه فوتبال اف۹۱ دودلانژ، باشگاه فوتبال آلمانیا آخن، باشگاه فوتبال انرژی کوتبوس، باشگاه فوتبال ام‌وی‌وی ماستریخت، و باشگاه فوتبال متس اشاره کرد.